# Televisão em Portugal
A Televisão em Portugal foi criada em Dezembro de 1955, construída em 1956 e nasce em Março de 1957, sendo um grande fenómeno nacional. Inicialmente, as pessoas dirigiam-se aos locais públicos para poderem admirar as emissões da "caixinha mágica", pois na altura poucas pessoas tinham televisão em casa. 

## História
A televisão portuguesa, RTP (canal estatal), inicia as emissões experimentais a 4 de Setembro de 1956, na feira popular em Lisboa, passando a 7 de Março de 1957 às 21:30 a emissão regular. A televisão portuguesa tinha mais regras do que as outras televisões, porque nessa altura, Portugal estava ainda "mergulhado" na ditadura imposta pelo Estado Novo e a televisão, tal como todos os outros meios de comunicação social nessa altura em Portugal, estava sob o controlo da censura. A queda da ditadura portuguesa, a 25 de Abril de 1974, gerou uma forte recessão da censura e consequentemente uma maior liberdade.
São lançados, posteriormente, três canais: a RTP2 a 25 de dezembro de 1968, e nas respetivas regiões autónomas, a RTP Madeira a 6 de agosto de 1972 e a RTP Açores a 10 de agosto de 1975.
As primeiras emissões a cores começaram em 1975 com as eleições para a Assembleia Constituinte, sendo esporádicas até 7 de março de 1980, altura em que começa a emissão regular a cores em Portugal, com o Festival RTP da Canção. As eleições presidenciais em 1976, os populares Jogos sem Fronteiras em Setembro de 1979 por obrigação europeia, entre outros, são alguns exemplos, entretanto, emitidos a cores.
Durante os anos 80 surgiu várias estações privadas a margem da lei a nível local e regional, o que fez criar debate  sobre a implementação da televisão privada a nível nacional, estas estações tinham boas audiências para as regiões ou localidades  onde emitiam, muitas delas emitiam filmes sem os direitos legais para o fazerem foi um dos motivos que levou as autoridades terminar esta atividade  destas estações .
Houve também planos para reintroduzir canais locais/regionais de forma legal, um projeto chegou mesmo a nascer em 1997, a TV Oeiras na região de Lisboa, mas nunca chegou a emitir.
A RTP Internacional chega em Fevereiro de 1992, que passa a emissão regular a 10 de Junho.
Nos anos 90 surge a nível nacional as estações privadas: a SIC, a 6 de Outubro de 1992 e a TVI em 20 de Fevereiro de 1993, em emissão regular. A SIC inicia as emissões experimentais na Primavera de 1992 e a TVI a 20 de Fevereiro de 1993. Nesta altura, a TVI chama-se "4", por ser o quarto canal de TV em Portugal. No mesmo ano, começa a emissão regular do som estéreo, introduzido pela TVI, seguido logo pela RTP. À SIC chega pouco depois.
Em 1992, chega a Portugal a Televisão por cabo. Neste ano, é também a TVI a 1ª televisão em Portugal a emitir alguns programas em ecrã panorâmico, o chamado 16:9, também conhecido por PALplus. A TVI abandona o 16:9 em 1996. É recuperado em Dezembro de 1997 pela RTP, que na mesma altura introduz também o teletexto na sua emissão de forma regular (começou a emitir no ano anterior).
A televisão digital é testada em 1998 e tentou-se introduzir em 2002 e 2003 sem sucesso. Chegam finalmente no outono de 2008 as emissões experimentais, que passam a emissão regular na primavera de 2009, com os mesmos 4 canais nacionais. A emissão analógica começa a ser desligada em maio de 2011 até 26 de abril de 2012, dia em que terminou a televisão analógica por antena em Portugal.

## Paisagemtelevisiva portuguesa
A televisão de "serviço público", teoricamente, procura defender um maior grau de independência da sua programação, visto que não está atrelada, puramente, a critérios comerciais. Com isso, não está obrigada à orientação dos índices de audiências. Na prática, o serviço público de televisão deve lançar programas que se adeqúem a todos os telespectadores de uma forma geral, sendo que o ponto forte da RTP é a informação, incluindo públicos e interesses regionais. A SIC está no meio, entre a programação da TVI (no entretenimento) e da RTP (na informação), só conseguindo desta forma manter-se no mercado.[carece de fontes?] Contudo, uma estação de televisão que tenha no seu perfil o serviço público, deve ser financiada e mantida pelo Estado, através de pagamentos de taxas ou indemnizações compensatórias facultadas por contrato ou orçamento. Desde 2003 que a RTP passou a cumprir os compromissos com o Estado (12 minutos por hora de publicidade dos quais só 6 revertem a favor da RTP), estando nesta altura, o futebol como a maior fonte de receitas, sendo que, talvez a resolução passe por um misto de soluções: intervenção do Estado + Inovação, até porque, o modelo do negócio é e será sempre: audiências e troca de publicidade, estando o ano publicitário da RTP a ser muito bom, segundo previsões do economista, Almerindo Marques, administrador da RTP na altura.[carece de fontes?]
Verificamos que em Portugal, a polémica sobre o financiamento da estação pública com recursos do mercado (Estado), tem-se tornado sempre o cenário de discussão e controvérsia, a concorrência desleal de que se fala tem muito mais a ver com os canais temáticos, os canais temáticos não têm capacidade para se pagarem a si próprios e o mercado publicitário não chega para os 3 canais. Todavia, o recurso à publicidade como forma de rematar a incapacidade do Estado em garantir os investimentos, a TV pública regula o sentido da prestação do serviço público.[carece de fontes?] De facto, a RTP, permite que a mesma possa continuar a disputar fatias do mercado junto com outros canais privados, que logicamente, possuem naturezas diferentes, nomeadamente em relação ao panorama das 3 televisões generalistas que gastam 200 milhões na compra de programas a terceiros, sendo que existem também custos relativos com estruturas e recursos humanos.[carece de fontes?]

## Critérios de dobragem para a televisão portuguesa
Ao contrário de outros países, Portugal tem critérios rigorosos de mudança de dobragem aos programas vindos do estrangeiro. Em 1948, ainda antes do nascimento da RTP, uma lei do governo Salazar proibiu a mudança de dobragem em filmes e séries, de modo a defender a indústria cinematográfica portuguesa.
Quando a RTP nasceu, os direitos de autor de filmes vindos do estrangeiro eram só para as telas de cinema. Só nos anos 60 é que a RTP começou a transmitir conteúdo vindo de outros países. Os filmes e séries live-action do canal estatal tiveram proibição severa de mudança de dobragem, e ainda hoje continua a ser assim. As intenções principais são integrar o público o máximo possível e evitar a falta de verba.
Os desenhos animados de formato cinema e curtas-metragens de 7 minutos tiveram proibição severa de dobragem até 1994. Já os desenhos animados realmente feitos para a televisão podiam ser dobrados desde o final dos anos 60, no entanto, foi só depois do 25 de abril de 1974, que isso teve mais efeito, no entanto, ainda muitos foram rejeitados e outros, ocasionalmente, tiveram apenas o genérico dobrado (de exemplo, o "Vickie"), já em 1974. Enquanto que no Brasil, os desenhos animados cinematográficos são dobrados desde 1957 (mesmo ano em que a RTP nasceu). 
A partir de 1994, os canais gratuitos (RTP, SIC e TVI) tiveram licença total para a mudança de dobragem original para a portuguesa.
No caso dos canais por cabo, só em 2010 é que os canais mais infantis da televisão ganharam um critério obrigatório de dobragem portuguesa em todo o conteúdo, destinado às crianças (de exemplo o Canal Panda). No entanto, há casos que isso nem sempre é válido. No caso do Biggs, se transmitir um desenho animado ou um live-action, destinado aos adolescentes, a mudança de dobragem é proibida e os programas vêm em inglês ou em espanhol. Em canais adultos (como a FOX) também é o mesmo caso, pois os desenhos animados dos canais adultos possuem conteúdo inadequado (ou sem censura) para crianças. Nos filmes e séries live-action dos canais gratuitos, apenas são colocadas legendas em filmes realmente feitos para os adultos.

## Principais canais de televisão generalistas em Portugal
| Canal | Grupo                         | Tipo de acesso |
| ----- | ----------------------------- | -------------- |
| RTP1  | Rádio e Televisão de Portugal | Gratuito       |
| RTP2  | Rádio e Televisão de Portugal | Gratuito       |
| SIC   | Impresa                       | Gratuito       |
| TVI   | Media Capital                 | Gratuito       |
| CMTV  | Medialivre                    | Pago           |

## Canais difundidos

### Via terrestre (TDT)

#### A nível nacional
- RTP1
- RTP2
- SIC
- TVI
- ARTV (só para sessões parlamentares)
- RTP3
- RTP Memória
- RTP Açores (Somente no território do arquipélago dos Açores)
- RTP Madeira (Somente no território do arquipélago da Madeira)

### Via satélite, cabo e IPTV (Pago)
As plataformas nacionais são MEO, NOS, Vodafone, NOWO e DIGI,

#### Canais nacionais de interesse geral

##### Públicos
- RTP1
- RTP2

##### Privados
- SIC
- TVI

##### Regionais
- Porto Canal
- Localvisão TV
- RTP Açores
- RTP Madeira

#### Canais de notícias
- SIC Notícias
- CNN Portugal
- RTP3
- CMTV
- News Now
- GloboNews
- Record News
- TPA Notícias
- STV Notícias
- ARTV
- Sport TV+

##### Inglês
- Euronews (inglês)
- CNN International
- Sky News
- FOX News
- BBC News
- CGTN
- i24 News
- Al Jazeera
- France 24 (inglês e francês)
- Bloomberg TV

##### Hispanofonos
- 24 Horas
- Euronews

##### Francófonos
- BFM TV
- BFM Business
- France 24
- i24 News

##### Italiano
- Rai News 24

#### Canais de entretenimento
- SIC Mulher
- SIC Radical
- SIC Caras
- SIC Novelas
- V+
- TVI Reality
- RTP Memória
- Canal Q
- Canal180
- MTV
- E!
- AMC Break
- AMC Crime
- Investigation Discovery
- TLC
- Record Europa
- New Brasil
- Globo
- Globo Now

#### Canais de filmes e séries
- Canal Hollywood
- TVCine Top
- TVCine Edition
- TVCine Emotion
- TVCine Action
- NOS Studios
- Cinemundo
- Star Movies
- AMC
- AXN Movies
- Eurochannel
- FilmBox Arthouse
- Dizi
- Star Channel
- Star Life
- Star Crime
- Star Comedy
- AXN
- AXN White
- Syfy

#### Canais desportivos
- Sport TV 1
- Sport TV 2
- Sport TV 3
- Sport TV 4
- Sport TV 5
- Sport TV 6
- Sport TV 7
- DAZN 1
- DAZN 2
- DAZN 3
- DAZN 4
- DAZN 5
- DAZN 6
- Canal 11
- A Bola TV
- Sporting TV
- BTV
- Eurosport 1
- Eurosport 2
- Fuel TV
- Fight Network
- PFC

##### Inglês
- Sport TV NBA
- Horse TV
- Fast & Fun Box
- FightBox
- FunBox 4K
- Game Toon
- Motorvision
- Nautical Channel

##### Espanhol
- Real Madrid TV
- OneToro

#### Canais infantojuvenis
- Disney Channel
- Disney Junior
- Nickelodeon
- Nick Jr.
- Canal Panda
- Biggs
- Cartoon Network
- Cartoonito
- Panda Kids
- Baby TV
- SIC K

#### Canais da arte de viver (lifestyle)
- My Zen TV
- Casa e Cozinha
- Food Network
- HGTV
- Travel Channel
- 24 Kitchen
- S+
- Caça e Pesca
- Caçavision
- Kuriakos TV
- Cançao Nova
- Angelus TV

##### Inglês
- FashionBox
- Fashion TV
- Luxe TV
- Travelxp

#### Canais de música
- Trace Brasil
- Afro Music
- Trace Toca
- MTV 00s
- MTV Live
- Stingray Classica
- Stingray Djazz
- Stingray iConcerts
- Stingray Music
- Stingray Qello
- Stingray Loud
- Stingray Retro
- Trace Urban
- MCM Pop
- MCM Top
- Mezzo
- Mezzo Live

#### Canais internacionais

##### África lusófona
- RTP África
- TPA Internacional
- Zap Viva Internacional

##### De Portugal dedicado para distribuição internacional
- RTP Internacional
- SIC Internacional
- TVI Internacional

##### Inglês
- Arirang
- KBS World
- NHK World
- CGTN Documentary

##### Francês
- France 2
- France 3
- France 5
- M6 (versão suíça)
- TV5 Monde (Europe)
- Arte

##### Alemão
- RTL
- Super RTL
- Sat.1
- VOX
- Deutsche Welle
- ARD
- ZDF
- ZDF Neo
- 3sat
- KiKa
- Tagesschau24

##### Holandês
- BVN

##### Espanha e espanhol
- TVE Internacional
- Televisión de Galicia
- Andalucía Televisión
- Cubavisión Internacional
- Telesur

##### Italiano
- Rai Italia
- Rai 1
- Rai 2
- Rai 3
- Rai Scuola
- Rai Storia

##### Outros
- BNT 4
- 1+1 International
- 1+1 United News
- CCTV-4
- TVRi
- Sony Entertainment Television
- Sony Max
- Zee TV
- Zee Cinema

#### Canais adultos
- Playboy TV
- Venus
- Penthouse Gold
- Sextreme
- HOT
- HOT Man
- HOT Taboo
- Dorcel TV
- Vixen
- XXL

## Televisão por cabo
A Televisão por cabo foi introduzida em Portugal em 1992 pela Tv Cabo Madeirense na Região Autónoma da Madeira, empresa agora denominada NOS Madeira, foi a primeira a fornecer o serviço de Televisão por cabo em Portugal. Chega a Portugal continental em 1994 com o nome TV Cabo. Em 1993, surge em Palmela e Setúbal a Cabovisão que começa a ter notoriedade em 1995. É atualmente a quarta maior operadora de televisão por cabo em Portugal. Existiram outras pequenas operadoras, como a TVtel, PluriCanal, Coimbratel e a Bragatel. Este último foi o primeiro operador a disponibilizar Internet por cabo, em Banda média/Larga, em Portugal, para clientes particulares. Foi em 1998, com uma tecnologia proprietária, que mais tarde passou à tecnologia DOCSIS. A Bragatel foi um operador privado de capitais exclusivamente nacionais. A ZON TV Cabo, com uma oferta de serviços de Televisão, Internet de banda larga por cabo e fibra ótica, telefone fixo e ainda telemóvel, é o maior operador de televisão por subscrição em Portugal e um dos maiores da Europa.
Em 2005, a TVCabo iniciou a transição dos seus canais para a televisão digital.
Com o aparecimento da televisão digital, a ANACOM (Autoridade Nacional de Comunicações em Portugal), obriga todos os operadores de TV paga, a utilizarem esta tecnologia. Sem recursos para o investimento elevado exigível, os operadores Coimbratel, Bragatel, Pluricanal e TVtel, não vêem renovadas as suas licenças. Para manter os clientes com serviços destes operadores, a ZON TV Cabo efectua a compra dos 4 operadores entre Julho e Novembro de 2008, depois de autorizada pela Autoridade da Concorrência que lhe impõe algumas condições. Efectuou-se a migração de clientes para os seus serviços.
Em 2012, a ZON TV Cabo anunciou, que iria adquirir o serviço da Optimus e passaria a chamar-se ZON-Optimus. As 2 empresas, aprovam a proposta de fusão em Março de 2013 e com os valores acordados a Anacom dá a luz verde em Abril. A fusão foi concluída a 1 de Outubro e eleito Miguel Almeida para presidente do grupo, que afirmou: uma "posição competitiva" com objetivo de crescer dentro e fora do mercado português. O nº de quadros na empresa, teve, como esperado, reduções. Como resultado desta fusão e simplificando os vários serviços, a ZON-Optimus chama-se NOS desde 16 de maio de 2014.
A fibra ótica tem tido um investimento considerável no território nacional, contribuindo ao crescimento do número de assinantes.
Em Setembro de 2016 a Cabovisão passa a chamar-se NOWO. Miguel Martins é o presidente da empresa desde maio de 2016. O lema: "Liberdade de escolha, Transparência, Preços justos, Respeito" tem apostado nas redes híbridas de fibra ótica e cabo coaxial para ganhar novos clientes (chega a quase 1 milhão de casas) e manter os atuais. Uma das provas tem sido generalizar a opção sem fidelização a toda a sua oferta em condições acessíveis para o consumidor e o uso de asteriscos e letras pequeninas parece ter sido abolido.

## TDT - Televisão Digital Terrestre
Com a tecnologia sempre em movimento, aparece em 1998, a Televisão Digital, na Inglaterra e na Suécia. Portugal faz questão de iniciar alguns testes de televisão, nesta plataforma, por ocasião da Expo 98 de Lisboa. O sistema de Rádio digital DAB é também testado na mesma altura. Foi efectuada uma reportagem sobre a radio e TV digitais, emitida na RTP2, a explicar os benefícios do digital nestas plataformas.
Facto de curiosidade, o DAB em Portugal arrancou no verão de 1999 e foi desligado em Abril de 2011 por desinteresse geral e custos elevados. Ainda não se sabe quando será substituído pelo DAB+/DRM+. A rede DAB, pertence à RTP e está atualmente sem utilidade. A rede pode ser aproveitada e atualizada para DAB+/DRM+ a baixo custo e pode ainda suportar o DVB-T2, podendo evitar o dispendioso aluguer de transporte e difusão de sinal de TV cobrado pela PT.
A TDT só chega a Portugal em Outubro de 2008, em emissão experimental, a partir do retransmissor de Palmela. Até final do ano estas emissões estenderam-se ao emissor de Monsanto e retransmissores da Caparica, Estoril, Sintra e Malveira, mas com potências reduzidas e emitindo apenas nalgumas direcções restritas, por exemplo, as emissões provenientes de Monsanto, em Lisboa, chegavam apenas até à zona de Picoas.
Em Janeiro de 2009, procedem-se a mais testes noutras zonas do país. A emissão regular inicia-se a 29 de Abril.
Só em Abril de 2008, foi anunciado que a TDT iria finalmente arrancar a 29 de Abril do ano seguinte. Esta chegada tardia deve-se em pequena parte a 2 tentativas falhadas de introdução da TDT em Portugal; a 1ª em 2002, a 2ª em 2003 - altura em que a emissão digital em Espanha encerrou, arrefecendo Portugal. Em Espanha reabriu novamente a 30 de Novembro de 2005.
Com a era Digital, esperava-se o aparecimento de mais canais, como a Tele5, que esteve em tribunal, a RTP Informação e RTP Memória que são canais públicos emitidos apenas no cabo, canais locais e regionais e o canal parlamento, ARTV. Apenas este, depois de várias barreiras polémicas, dá finalmente entrada na TDT a 27 de Dezembro de 2012, que passa a emissão regular a 3 de Janeiro de 2013.
Estão atualmente a ser emitidos, no mux A, a RTP1, RTP2, RTP3, RTP Memoria, SIC, TVI e ARTV. Há a possibilidade de transmitir programas em HD num canal criado para o efeito, mas as estações de TV não se mostram interessadas. Existe ainda a possibilidade do 5º canal generalista, assim como emitir canais HD com um 2º mux na TDT gratuita (FTA) e ainda a implantação do DVB-T2, mas a PT está contra e diz até no relatório sobre O futuro da TDT 2014 (em Anacom.pt) que pretende acabar com o serviço em 2023, data de fim do contrato.

### "Apagão analógico" e implementação da rede SFN
A rede analógica de televisão foi desligada na totalidade a 26 de Abril de 2012. Assim, o desligamento dos emissores e retransmissores analógicos, ocorreu em três fases, da seguinte forma:
1.ª Fase - de 12 de Janeiro a 23 de Fevereiro de 2012: Cessação dos emissores e retransmissores que asseguram a cobertura de quase toda a faixa litoral do território continental. Nesta fase, os desligamentos ocorreram em cinco momentos:
12 de Janeiro - Emissor: Palmela; Retransmissores: Alcácer do Sal, Melides e Sesimbra.
23 de Janeiro - Emissor: Foia - Monchique; Retransmissores: Santiago do Cacém, Cercal do Alentejo, Odemira, Odeceixe, Monchique, Aljezur e Silves.
1 de Fevereiro - Emissor: Lisboa-Monsanto; Retransmissores: Areeiro, Barcarena, Caparica, Carvalhal, Cheleiros, Estoril, Graça, Montemor-o-Novo, Odivelas, Sintra, Malveira, Sobral de Monte Agraço, Coruche e Cabeção.
13 de Fevereiro - Emissor: Reguengo do Fetal; Retransmissores: Vale de Santarém, Sobral da Lagoa, Mira de Aire, Candeeiros, Alcaria, Tomar, Ourém, Caranguejeira, Leiria, Alvaiázere, Avelar, Pombal, Castanheira de Pera, Espinhal, Senhora do Circo, Padrão, Ceira dos Vales, Vale de Açôr, Vila Nova de Ceira, Ceira, Coimbra, Caneiro, Cidreira, Lorvão, Penacova, Mortágua, Avô e Benfeita.
23 de Fevereiro - Emissor: São Macário; Retransmissores: Préstimo, Viseu, Cedrim, Vouzela, Vale de Cambra, Covas do Monte, Santa Maria da Feira, Arouca, Rio Arda, Lalim, Vila Nova de Gaia, Foz, Valongo, Santo Tirso, Caldas de Vizela, Caldas de Vizela II, Amarante, Gondar, São Domingos, Ancede, Caldas de Aregos, Resende, Lamego e Santa Marta de Penaguião.
2.ª Fase - 22 de Março de 2012: Cessação dos emissores e retransmissores das Regiões Autónomas dos Açores e da Madeira.
3.ª Fase - 26 de Abril de 2012: Cessação dos emissores e retransmissores no restante território continental.
Para maior detalhe, consulte o sítio da ANACOM em www.anacom.pt e escreva: TDT switch-off (desligamento). Ou veja o sítio tdt.telecom.pt
Foi ainda prevista a cessação das emissões analógicas de alguns emissores em zonas piloto, que ocorreram ainda em 2011 nas seguintes datas:
- 12 de Maio: Retransmissor de Alenquer;
- 16 de Junho: Retransmissor de Cacém;
- 13 de Outubro: Retransmissor da Nazaré;

#### Migração para redes MFN
Devido aos inúmeros problemas de interferência destrutiva inerentes à rede SFN, procedeu-se à passagem desta para diversas redes MFN.
Com base nas torres da rede analógica, são ativados em Maio de 2012 os retransmissores:
- Monte da Virgem: canal 42
- Lousã: canal 46
- Montejunto: canal 49

Ativados em Setembro de 2014:
- Mendro: canal 40
- Palmela: canal 45
- São Mamede: canal 47
- Marofa: canal 48
- Boa Viagem (Figueira da Foz): canal 46

## Factos e contradições da TDT
Foi adotado, como no resto da Europa, o sistema DVB-T (Digital Video Broadcasting - Terrestrial).
A proteção contra interferências de novos serviços, no sinal de TV analógica, terminou a 17 de Junho de 2015 às 00:01, sendo obrigatório que haja migração para a tecnologia digital. Além de ter melhor qualidade de imagem, som e mais funcionalidades, permite sobretudo a otimização do espectro de frequências e a harmonização na Europa. Isto levou a Comissão Europeia a recomendar na Rec. 2009/848/EC que os Estados-membros desligassem a TV analógica até 1 de Janeiro de 2012. Alguns países não cumpriram esta recomendação por incapacidade financeira ou por simples desleixo, como em Portugal.
A implementação da TDT em Portugal foi propositadamente tardia e desastrosa, para favorecer a TV paga, deixando milhares de pessoas sem televisão e sem informação de como fazer a mudança e apenas com a mesma oferta que no analógico: 4 canais nacionais com formato de imagem em 4:3 e com menor cobertura da população. Os problemas começam em 2008 quando é atribuída a licença de exploração à Portugal Telecom, empresa que já possui um sistema de televisão paga, criando um conflito de interesses, com a agravante de ter o aval dos reguladores e dos governos (PS e PSD). Nas consultas públicas 2013 e 2014 (no sítio Anacom.pt), esta procederá a um ponto de situação em 2015, definir o mapeamento nacional com a Comissão Europeia em 2016, para ajudar a PT a fazer as alterações necessárias à adoção da rede nacional em multi-frequência e abandonar o atual canal 56. A medida só será aplicada depois de 2017. Significa isto, que até lá, paciência é a palavra de ordem, porque não haverá novidades. O objetivo desta medida será, em princípio, ter mais canais incluindo em HD, melhor cobertura terrestre e a implementação do sistema DVB-T2, já em funcionamento parcial na maioria dos países europeus (mapa em DVB.org). Espanha e França, por exemplo, são países que ainda não têm o DVB-T2, mas já realizaram os testes e a introdução foi adiada de 2015 para 2017.
A RTP2, iniciou a 14 de maio de 2012 a emissão regular de imagem em 16:9, exemplo que em Junho também foi seguido pela RTP1.  Neste ano, a intenção de encerrar a RTP2 foi largamente divulgada pelo governo de Pedro Passos Coelho, alegando falta de verbas, dada a atual situação económica do país. A realidade, é que se acha a RTP2 muito cara para as audiências que tem. Depois de recuos e protestos do povo, o nosso grande canal da cultura e do conhecimento, que é a verdadeira alternativa aos restantes canais da TDT, não encerrou, mas tem um orçamento muito limitado. Esta situação provoca a saída do diretor de programas do canal, Jorge Wemans. Apesar da ameaça ter sido real houve quem não levasse a sério o fecho da RTP2, porque se tal decisão absurda fosse tomada, deixaria centenas de pessoas no desemprego e milhares sem o seu canal alternativo, provocando, além dum fosso no nº de canais já de si reduzido, um fosso ainda maior na variedade de programação que é oferecida na TDT. Nos 2 anos seguintes, a qualidade de programação, assim como as audiências, têm vindo a descer devido aos grandes cortes no orçamento da RTP2, à reposição de programas da RTP1, as notícias às 24 horas em direto com a RTP Informação (que antes eram às 22h depois do documentário e do café central) e um novo medidor de audiências. Os espectadores assíduos da RTP2 estão desapontados e muita gente acusa o governo de uma manobra para o canal ficar o + pobre possível, até haver interesse zero em o manter. Situação que era de esperar, acentuado pelo crescente nº de portugueses qualificados a emigrar que via a RTP2. Com o risco de fechar supostamente afastado, a RTP Porto toma agora conta da emissão do canal e tem um novo diretor de programas. As notícias são agora às 21h. O orçamento melhorou ligeiramente e há novos programas com a marca de qualidade da RTP2.
Até Abril de 2012, a coberta real da TDT não ultrapassou os 87,5% da população, contra os obrigatórios 90% que são afirmados pela PT. Segundo, a mesma, a cobertura digital, em 2012, (com o desligamento analógico) anda perto dos 94%. Um valor absolutamente irrealista, visto os problemas que a população continua a ter para receber o sinal digital, mesmo com novos equipamentos (TVs, descodificadores, antenas, cablagem). Problemas confirmados pela DECO, num estudo realizado em Novembro de 2012, publicado em Fevereiro de 2013: diz que "62% das casas com TDT, têm problemas de recepção do sinal" e que "mesmo 13%" dos quais, "não conseguem seguir o normal desenrolar das emissões" devido a falhas de minutos ou horas. Problemas que se acentuam no Verão, devido ao calor, que vem agravar o efeito de propagação do sinal que se torna destrutivo. Na consulta pública sobre a TDT de Janeiro de 2013, a Anacom diz que a cobertura da população nacional não ultrapassa os 92,7%. Mesmo que seja verdade, não é suficiente. A União Europeia obriga os estados-membros a uma cobertura da população com sinal digital terrestre igual ou superior ao do sinal analógico. Portugal chegava quase aos 96%. Muitos acusam a PT de criar propositadamente zonas-sombra assim como o corte remoto parcial ou total de sinal que dura largos minutos a horas, para obrigar a população a contratar TV paga. O problema é que não se consegue provar tais acusações, mas as queixas à DECO e Anacom continuam em 2017. As queixas e inspeções com sondas pouco efeito têm surtido.
No Outono de 2008, foi aberto o concurso para a licença do 5º canal generalista nacional. Surgem duas candidaturas: a ZON e a Tele5. Ambas foram chumbadas pela ERC e ambas levam separadamente a decisão a tribunal. A Tele5 interpôs ainda uma providência cautelar, a que o tribunal administrativo de Lisboa veio dar razão. ERC e Governo não podiam reabrir o concurso enquanto não houvesse decisão. O processo arrasta-se quase quatro anos e em Janeiro de 2013 a Tele5 desiste do processo devido, segundo um advogado da Tele5, à lentidão e a isenção de custas judiciais terminar no mês seguinte (Fevereiro de 2013). Um responsável da Tele5 em entrevista ao jornal Público, diz que se "inviabilizou o aparecimento de uma nova televisão privada" e que "foi um lamentável erro da ERC e do Governo, uma deslealdade" e acredita que a Tele5 foi excluída porque "a licença estava destinada à Zon". A Zon, a ERC e o antigo ministro da comunicação social, Miguel Relvas não quiseram comentar a decisão da Tele5, nem o processo em tribunal, nem o que pretendem fazer à licença para o 5º canal. Há quem se pergunte se ainda valerá a pena investir na TDT. Com a retirada da queixa da Zon e arquivamento do processo (primavera de 2015), pode haver um novo concurso para a atribuição da licença do 5º canal, mas a Anacom e a ERC ainda não se pronunciaram até à data.
A Autoridade da Concorrência (AdC), pretende que seja retomado o processo de licenciamento do quinto canal generalista nacional, defendendo mesmo ser indispensável a atribuição dessa licença como forma a aumentar a magra oferta de canais na TDT. A proposta está incluída na 1ª versão do relatório da AdC sobre o processo de implantação da TDT em Portugal, que foi apresentado em abril de 2013. A AdC sugere também a integração, em sinal aberto na TDT, os canais temáticos da RTP, como a RTP Informação e RTP Memória e critica o facto destes canais usarem recursos da casa-mãe, que é suportada pelos contribuintes, estar apenas acessível à população com TV paga. A AdC também não esquece os canais em alta definição, conteúdos para os mais novos e ainda serviços interactivos e de pagamento por visualização de programa (pay-per-view). (ver sítio da AdC em concorrencia.pt e NovidadesTV.com)
A RTP pediu e a ERC deu luz verde à entrada da RTP Informação e RTP Memória na Televisão Digital Terrestre em sinal aberto (anunciado para fim de Setembro de 2013). O jogo político, financeiro e concorrencial entre o governo, a Anacom, a PT e os canais privados, levaram a que nada acontecesse desde essa data até Janeiro de 2016. Finalmente, custou mas foi, a atual RTP3 e RTP Memória estão na TDT desde o dia 1 de Dezembro de 2016 (11 meses depois de anunciado e 5 depois do previsto). Estava previsto a Anacom e a ERC abrirem em 2017 um concurso público para mais 2 novos canais privados, concurso esse que, como se esperava, foi adiado para 2018. Com o cerco a apertar-se aos privados, com a provável entrada, nos próximos anos, de mais canais públicos e privados na TDT, a SIC e a TVI querem levar a ERC a tribunal, por considerarem ser ilegal, evocando mais uma vez, o princípio de não discriminação, não terem as mesmas condições que a RTP (que é serviço público) e "interesse" no canal HD, que nunca emitiu, na tentativa que a TDT fique como está, para não lhes prejudicar as audiências. A compra da Media capital (dona da tvi) por parte da Altice (dona da PT) anda a mexer com a TDT, sendo uma das razões, entre outras  (ver rumores), para o adiamento para 2018, do concurso público para novos canais na TDT.
Outros canais como o CMTV, canais locais/regionais, etc., estão também interessados e aguardam a entrada na TDT em FTA.
A RTP inaugurou o 5i em Fevereiro de 2014, uma aplicação que apresenta informação complementar num 2º ecrã. Assemelha-se ao fracassado sistema de tv interativa da Microsoft estreado em 2000.
Tecnologias como o 4G, o satélite (DVB-S2) ou a fibra óptica, que segundo a PT cobre cerca de 2/3 da população em FTTH, estão a revolucionar o mercado televisivo e poderão ter impacto na dinâmica da própria televisão e na economia.

## IPTV
A IPTV surge em Portugal em 2006, com o serviço SmarTV da Optimus Clix. Mais tarde, em 2007, surgiu o MEO, serviço de IPTV da Portugal Telecom criado com o objetivo de combater a ZON TVCabo, que foi obrigada a vender. Em julho de 2009, a Vodafone lançou o serviço de IPTV designado Vodafone Casa TV. A fibra ótica tem atualmente uma velocidade anunciada de 400 mbps e a cobertura ronda os 2/3 da população. A taxa de penetração é > a 30%.

## Canais regionais na Internet
- Fátima TV
- TV Almada
- TV Amadora
- Águeda TV
- Amarante TV
- Centro TV
- Guimarães TV
- Famalicão TV
- Fafe TV
- Norte Litoral TV
- Vale do Sousa TV
- Odivelas TV
- Setúbal TV
- Santo Tirso TV
- Saloia TV
- Oeiras TV
- Espinho TV

## Canais móveis
- RTP Play
- Opto (pagar para ver)
- TVI Player
- Canal 180